# Iulian Matache
Iulian Ghiocel Matache (ur. 27 lutego 1972) – rumuński inżynier, urzędnik państwowy i samorządowy, w 2015 minister transportu.

## Życiorys
W 1996 ukończył studia na wydziale inżynierii dróg, kolei i mostów Uniwersytetu Politechnicznego w Bukareszcie. W 2011 uzyskał magisterium z europeistyki i zarządzania publicznego na Universitatea Petrol-Gaze din Ploiești, w tym samym został absolwentem prawa na Universitatea George Barițiu w Braszowie. Kształcił się też w zakresie zarządzania projektami i administracji. Pracował jako inżynier w przedsiębiorstwie budującym drogi i mosty, a po jego bankructwie od 1999 w administracji technicznej okręgu Vrancea, gdzie odpowiadał m.in. za współpracę międzynarodową i sprawy techniczne.
Od stycznia do listopada 2009 był sekretarzem stanu w ministerstwie rozwoju regionalnego i mieszkalnictwa, następnie powrócił do administracji okręgowej jako dyrektor ds. inwestycji. Ponownie pełnił funkcję sekretarza stanu w resortach rozwoju regionalnego i turystyki (od maja 2012 do marca 2014) oraz transportu (od marca 2014). W lipcu 2015 został ministrem transportu w czwartym rządzie Victora Ponty z rekomendacji Partii Socjaldemokratycznej. Zakończył pełnienie funkcji wraz z całym gabinetem w listopadzie tegoż roku. Później zatrudniony w inspekcji nadzoru budowlanego.
Żonaty z Danielą.